# División Intermedia (Argentina)
La División Intermedia è stata un campionato di seconda e terza serie del calcio argentino, attiva dal 1911 al 1926 come campionato di seconda serie e dal 1927 al 1932 come terza serie nazionale.
Durante la sua storia ha avuto delle edizioni parallele organizzate dalla Federación Argentina de Football (FAF), nata nel 1912, e dalla Asociación Amateurs de Football (AAmF), nata nel 1919.

## Storia
La División Intermedia fu istituita nel 1911 come nuovo secondo livello del campionato di calcio argentino, sostituendo la Segunda División, che retrocesse a campionato di terzo livello. Già a partire dal 1912 la Federación Argentina de Football (FAF), una federazione dissidente, iniziò ad organizzare un suo campionato Intermedio, parallelamente a quelli organizzati dalla Federazione calcistica dell'Argentina, che durarono fino al termine delle attività da parte della FAF nel 1914. Uno scenario simile avvenne a partire dal 1919, quando la Asociación Amateurs de Football (AAmF) organizzò allo stesso modo dei campionati paralleli finché non fu assorbita all'interno dell'AFA nel 1926. 
Nello stesso anno quest'ultima adottò una riforma del campionato, riportando la Segunda División al secondo livello e spostando la División Intermedia al terzo livello. Il campionato rimase attivo come terza serie nazionale fino al 1932. quando fu cessato e sostituito dalla Tercera División, precedentemente campionato di quarto livello.

### Livello del campionato
| Anni      | Livello | Promozione verso | Retrocessione verso |
| --------- | ------- | ---------------- | ------------------- |
| 1911-1926 | 2       | Primera División | Segunda División    |
| 1927-1932 | 3       | Segunda División | Tercera División    |

## Albo d'oro

### División Intermedia (Livello 2)
| Stagione | Campione                  | Secondo posto             |
| -------- | ------------------------- | ------------------------- |
| 1911     | Estudiantes (LP)          | Independiente             |
| 1912     | Ferro Carril Oeste        | Platense                  |
| 1912 FAF | Tigre                     | Hispano                   |
| 1913     | Huracán                   | Gimnasia y Esgrima (F)    |
| 1913 FAF | Floresta                  | Belgrano (LP)             |
| 1914     | Honor y Patria (Floresta) | -                         |
| 1914 FAF | Def. de Belgrano          | Burzaco                   |
| 1915     | Gimnasia (LP)             | Honor y Patria (Floresta) |
| 1916     | Sp. Barracas              | Buenos Aires Isla Maciel  |
| 1917     | Def. de Belgrano          | Vélez Sarsfield           |
| 1918     | Eureka                    | Almagro                   |
| 1919     | Banfield                  | Del Plata                 |
| 1919 AAm | Barracas Central          | Quilmes                   |
| 1920     | El Porvenir               | Argentinos Juniors        |
| 1920 AAm | General Mitre             | Liberal Argentino         |
| 1921     | Dock Sud                  | Liniers                   |
| 1921 AAm | C.A. Palermo              | Villa Ballester           |
| 1922     | Boca Juniors II           | All Boys                  |
| 1922 AAm | Argentino del Sud         | Villa Ballester           |
| 1923     | Boca Juniors II           | Sportsman                 |
| 1923 AAm | Liberal Argentino         | Talleres (RdE)            |
| 1924     | Chacarita Juniors         | Bristol                   |
| 1924 AAm | Excursionistas            | Talleres (RdE)            |
| 1925     | Sp. Balcarce              | -                         |
| 1925 AAm | Talleres (RdE)            | San Telmo                 |
| 1926     | Nacional Adrugé           | -                         |
| 1926 AAm | Honor y Patria            | San Telmo                 |

### División Intermedia (Livello 3)
| Stagione | Campione         | Secondo posto    |
| -------- | ---------------- | ---------------- |
| 1927     | Unión (Caseros)  | Liniers          |
| 1928     | Acassuso         | Caseros          |
| 1929     | Gimnasia (Lanús) | Libertad         |
| 1930     | La Paternal      | Barracas Juniors |
| 1931     | 25 de Mayo       | Albión           |
| 1932     | Sportivo Alsina  | -                |